# Papp József (katonatiszt)
Papp József  (Újpest, 1917. január 6. - Budapest, 1956. október 30.) katonatiszt, a Köztársaság téri pártház ostroma utáni lincselés egyik áldozata.

## Élete
1932-ben géplakatosnak tanult a Ganz Hajógyárban. Ezután 2 évig munka nélkül volt, majd az Egyesült Izzóban dolgozott. 1941-től rádiótávirászként a postánál kapott állást. 1946-tól 1948-ig a Magyar Diák Ifjúsági Szövetség (MADISZ) újpesti titkára volt. 1950-től a Magyar Néphadsereg tisztje lett.
A Köztársaság téri pártház ostrománál lelőtték, amikor Mező Imrével és Asztalos Jánossal együtt, a megadást jelző fehér zászlóval kilépett az épületből. Testébe Jankó Piroska tőrt szúrt, majd lábánál fogva felakasztották, holttestét meggyalázták. A lincselésről ezekben a napokban az a legenda terjedt el, hogy testéből kivágták a szívét, de az orvosi jegyzőkönyvek szerint erre nem került sor.

## Emlékezete

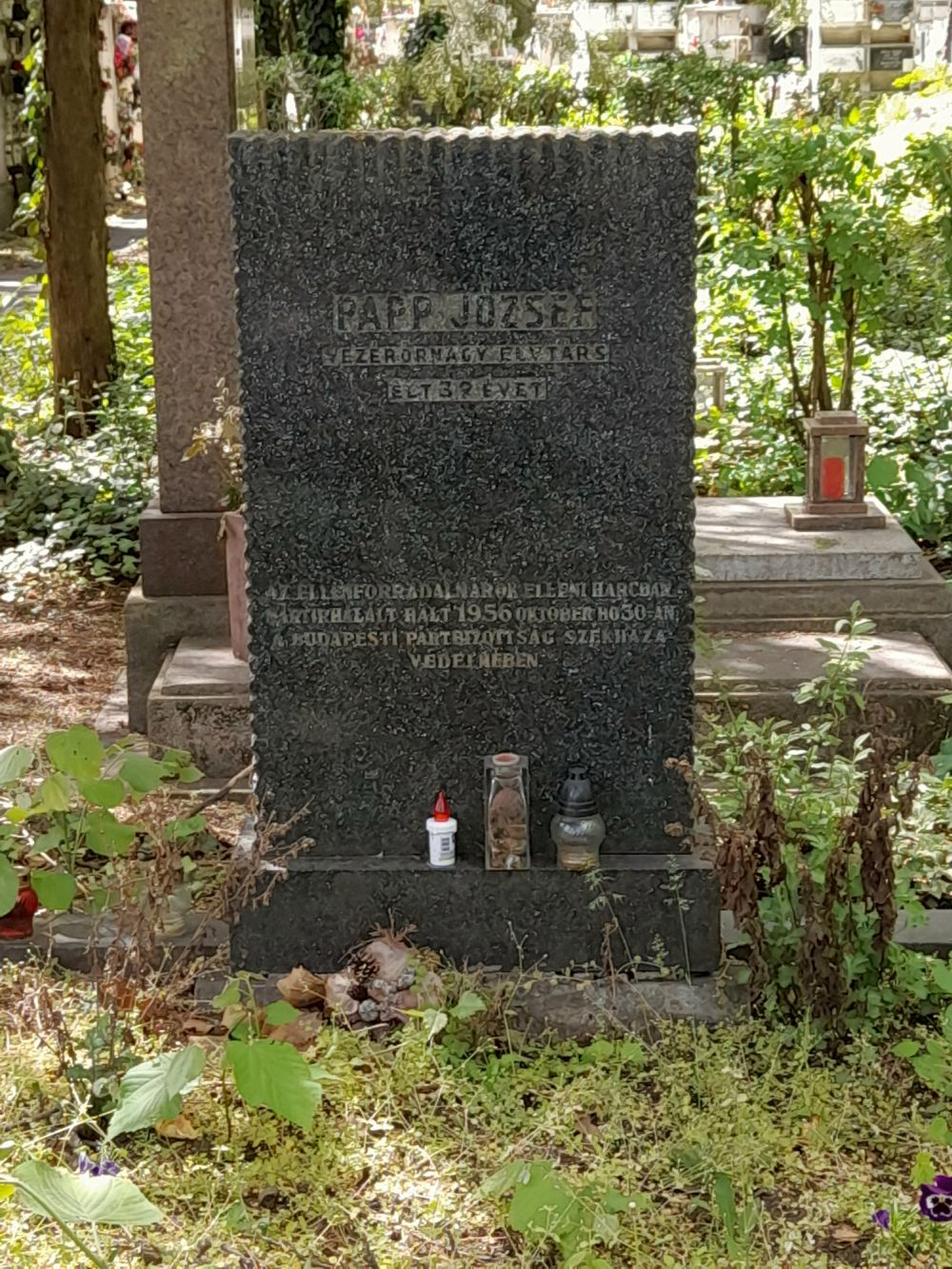
Sírja a budapesti Megyeri temetőben

A kádári konszolidáció idején neve - társaiéval együtt - az „ellenforradalom” brutalitásának szimbólumává vált, mártírként tisztelték, utcákat, intézményeket neveztek el róla.